# Игнатьев, Сергей Михайлович
Серге́й Миха́йлович Игна́тьев (род. 10 января 1948, Ленинград) — российский банковский и государственный деятель.
Заместитель министра экономики и финансов Российской Федерации (1991—1992). Заместитель председателя Центрального банка Российской Федерации (1992—1993). Заместитель министра экономики Российской Федерации (1993—1996). Первый заместитель министра финансов Российской Федерации (1997—2002). Председатель Центрального банка Российской Федерации (2002—2013). Советник Председателя Центрального банка Российской Федерации (2013—2022). Член Совета директоров Центрального банка Российской Федерации (2018—2022).

## Краткая биография

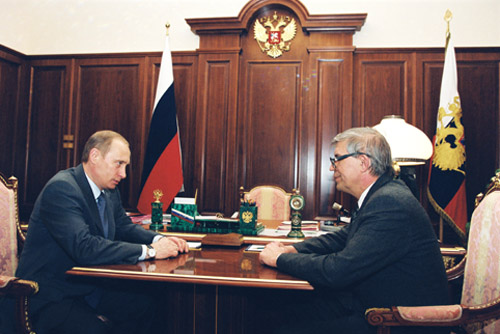
В. В. Путин и С. М. Игнатьев, 2002 год

Родился 10 января 1948 г. в городе Ленинграде. В 1967 году окончил Ленинградский энергетический техникум.
В 1967—1969 годы проходил срочную службу в Вооружённых Силах СССР. В 1969—1970 годы — техник-наладчик треста «Гидроэлектромонтаж» (город Ленинград).
Окончил экономический факультет Московского государственного университета им. М. В. Ломоносова (1975), аспирантуру экономического факультета МГУ (1978 г.). Кандидат экономических наук (1980 г.; диссертация посвящена инфляционным процессам в Югославии), доцент.
В 1978—1988 годы — ассистент, старший преподаватель Ленинградского института советской торговли им. Ф. Энгельса.
В 1988—1991 годы — старший преподаватель, доцент Ленинградского финансово-экономического института им. Н. А. Вознесенского.
В 1991—1992 годы — заместитель министра экономики и финансов России, входил в «команду» Егора Гайдара.
В 1992 году — заместитель министра финансов Российской Федерации.
В 1992—1993 годы — заместитель председателя Банка России.
В 1993—1996 годы — заместитель министра экономики Российской Федерации.
В 1996—1997 годы — помощник Президента Российской Федерации по экономическим вопросам.
В 1997—2002 годы — первый заместитель министра финансов Российской Федерации.
С 20 марта 2002 года — председатель Банка России.
С 2002 года одновременно является председателем Наблюдательного совета Сбербанка России.
16 ноября 2005 года утверждён председателем Банка России на второй срок.
24 июня 2009 года утверждён председателем Банка России на третий срок (впервые в истории постсоветской России).
24 июня 2013 года покинул пост председателя Банка России, уступив место Эльвире Набиуллиной.
В конце июня 2013 года назначен советником председателя Центрального банка. В октябре того же года вошёл в состав Совета директоров Банка России.
В августе 2016 года вошёл в Наблюдательный совет Национальной перестраховочной компании.
Автор более 20 научных статей.

## Критика
В октябре 2016 года президент РФ Владимир Путин и глава ВТБ Андрей Костин подвергли критике руководство Банка России при Игнатьеве. Путин указал, что следовало своевременно выводить неэффективные банки с рынка, избавлять банковский сектор от ненадёжных и неэффективных финансовых организаций. Костин отметил, что Банк России создал в России систему гарантирования вкладов, допустив к ней почти все кредитные организации, что оказалось ошибкой, поскольку банки часто фальсифицируют собственную отчётность.

## Книги
- Гальперин В. М., Игнатьев С. М., Моргунов В. И. Микроэкономика. В 2 томах. — СПб.: Институт «Экономическая школа», 2004.

## Награды
- Орден «За заслуги перед Отечеством» II степени (19 марта 2013 г.) — за выдающиеся заслуги в развитии отечественной банковской системы и многолетнюю добросовестную работу[5]
- Орден «За заслуги перед Отечеством» III степени (17 июня 2010 г.) — за большой вклад в развитие отечественной банковской системы и многолетнюю добросовестную работу[6]
- Орден «За заслуги перед Отечеством» IV степени (3 октября 2007 г.) — за большой вклад в развитие отечественной банковской системы и многолетнюю добросовестную работу [7]
- Медаль ордена «За заслуги перед Отечеством» II степени (19 февраля 2002 г.) — за заслуги в области экономики и финансовой деятельности[8]
- Благодарность Президента Российской Федерации (12 апреля 2001 года) — за активную работу по подготовке проекта федерального бюджета на 2001 год [9]
- Благодарность Президента Российской Федерации (11 марта 1997 года) — за активное участие в подготовке Послания Президента Российской Федерации Федеральному Собранию 1997 года[10]
- Почётная грамота Правительства Российской Федерации (22 июня 2013) — за заслуги в финансовой деятельности и многолетний добросовестный труд[11]
- Почётная грамота Правительства Российской Федерации (9 января 1998) — за заслуги в проведении финансовой политики государства и многолетний добросовестный труд[12]
- Благодарность Правительства Российской Федерации (10 января 2008 года) — за заслуги в области экономики, финансовой деятельности и многолетний добросовестный труд[13]